# Ana Katarina Emerih
Blažena Ana Katarina Emerih (na njemačkom Anna Katharina Emmerick) (8. rujna 1774. – 9. veljače 1824.), je rimokatolkinja redovnica, augustinka od kongregacije Windesheim, stigmata, ekstatičarka, vizionarka, mističarka. Rođena je u selu Flamschen, nedaleko od Coesfelda, biskupija Münster, Vestfalija, Njemačka, a umrla je u Dülmenu u 49. godini. Beatificirao ju je papa Ivan Pavao II. 3. listopada 2004.

## Djetinjstvo i mladost
Roditelji su joj bili vrlo siromašni. Već u djetinjstvu joj se ukazuje anđeo čuvar i drugi sveci. Mislila je da to i sva ostala djeca doživljavaju, ali o tome ne govore zbog svoje skromnosti, pa je i ona odlučila šutjeti. Od kolijevke je posjedovala dar razlikovanja onoga što je dobro ili zlo, sveto ili profano, blagoslovljeno ili prokleto, kako u materijalnim tako i u duhovnim stvarima. Od malih nogu je radila na farmi, a u 12. godini je postala švelja, pa je radeći i štedeći par godina, nešto skromno i uštedjela. Poslana je naučiti svirati orgulje, ali vidjevši da je orguljaševa obitelj vrlo siromašna dala im je svu svoju ušteđevinu. U mladosti je nastojala ući u samostan, ali zbog njena iznimna siromaštava nitko je nije htio.

## Religiozni život
U 28. godini, 1802., konačno je primljena u samostan augustinki u Dülmenu. U samostanu su se nastavile njene vizije i trpljenja, a ona ih je nastojala skriti, ali su sestre su otkrile njene natprirodne darove. Kad je Jerome Bonaparte, kralj Westfalije, 1812. ukinuo sve samostane, utočište je pronašla u kući neke udovice.

## Stigmatičarka
Godine 1813. pada u krevet, a stigme se pojaviše na njenom tijelu. Njen život i stigme istraživali su generalni vikar Overberg i tri liječnika. Uvjereno su tvrdili da nema laži i da su stigme istinske. Na njenu molbu Gospodin joj je uklonio vidljive znakove stigmi 1818., osim na srcu, ali su bolovi ostali, i na svaki Veliki petak sve su se stigme opet otvarale. Godine 1819. ponovo su je istraživali i držali pod striktnim nadzorom, dan i noć, tri tjedna.

### Clemens Brentano i objavljivanje vizija
U vrijeme njena drugog ispitivanja 1819., u to doba slavni pjesnik Clemens Brentano bi nagnan da je posjeti. Na njegovo veliko iznenađenje ona ga prepozna i reče mu da će on objaviti njene vizije Muke našega Gospodina. Cijelo vrijeme Brentano je ostao njen veliki podupiratelj, vjerujući da je ona izabrana 'Kristova zaručnica'. Od 1819., pa sve do njene smrti 1824., Brentano je zapisivao njene vizije, napisavši 40 odlomaka s detaljnim scenama i dijelovima iz Novog zavjeta i život Djevice Marije. Ona je govorila dijalektom, a on je pisao književnim jezikom. Kad bi nešto zapisao, on bi joj pročitao, a ona je tekst ispravljala i odobravala.
Od 1824. Brenatano je sređivao zapise za tiskanje, a 1833. izdao je prvu knjigu, 'Muka našeg Gospodina Isusa Krista prema meditacijama Ane Katarine Emerih'. Brentano je poslije pripremao za tiskanje 'Život Blažene Djevice Marije prema vizijama Ane Katarine Emerih', ali je umro 1842. Knjiga je postumno izdana 1852. u Münchenu.
Katolički svećenik otac Karl Schmoger uređivao je Brentanove zapise od 1858. do 1880., te je izdao tri knjige „Život našeg Gospodina” (među kojima i „Siromašni život Gospodina našega Isusa Krista”). Slijedila je velika ilustrirana edicija 1881. Schmoger je izdao i biografiju Ane Katarine Emerih u dvije knjige, a ponovno su tiskane i na engleskom jeziku. Knjige su prevedene i tiskane i na hrvatskom jeziku.

## Smrt i ukop
Ana Katarina Emerih umrla je 9. veljače 1824. u Dülmenu. Pokopana je na groblju izvan grada. Na glasine da joj je tijelo ukradeno iz groba, grob je nakon šest tjedana ponovo otvoren, a tijelo nije pokazivalo znakove truleži. Posmrtni ostaci su joj 15. veljače 1975. prenijeti u crkvu Svetog Križa u Dülmenu.

## Beatifikacija
Prvi proces beatifikacije započeo je 1892., ali je prekidan nekoliko puta, najviše zbog navodnih povijesnih i teoloških grešaka koje su sadržane u knjigama Brentana. Proces je suspendiran 1928., ali je ponovo otvoren 1973., a konačno je zatvoren 2004. Papa Ivan Pavao II. 3. listopada 2004. proglasio je Anu Katarinu Emerih blaženom. Kao i kod drugih takvih slučajeva, pitanje njenih vizija je ostavljeno ustranu, a sud je donesen na osnovi njene vlastite osobne svetosti i herojskih vrlina.

## Kontroverze
Vizije A. K. Emerih poprimile su značajno štovanje tradicionalnih katolika. Neki od njih smatraju da je sadašnja Rimska Crkva skrenula u sinkretizam i indiferentizam ('jedna siva crkva, u koju idu sve vjere, jedna zajednica svega profanog'. 'Sveta stolica je podrovana Masonima u hijerarhiji i neprijateljskim političkim pritiscima').  Govore da vizije opisuju krunicu i čašćenje Presvetog Oltarskog Sakramenta kao lijekove tomu. Drugi katolici smatraju ove navode upitnima.
Glumac Mel Gibson, i sam tradicionalni katolik, 2003. godine doveo je do ponovnog zanimanja za A. K. Emerih i njene vizije, snimajući film Pasija koji prikazuje Muku Isusa Krista. I film i vizije su kritizirane kao antisemitske.
Iz tih razloga se i Vatikan nije obazirao na film, kad je razmatrao beatifikaciju A. K. Emerih.

## Vanjske poveznice
- Both the one-volume The Dolorous Passion of Our Lord Jesus Christ and the four-volume The Lowly Life and Bitter Passion of Our Lord Jesus Christ and His Blessed Mother Together with the Mysteries of the Old Testament online - Časna Muka našega Gospodina Isusa Krista (dva toma) i Život i gorka Muka našega Gospodina Isusa Krista i Njegove Blažene Majke zajedno s tajnama Starog zavjeta (četvrti tom) – online (na engleskom jeziku)
- Anne Catherine Emmerich: Sign for Our Time by Stephen Hand – A. K. Emerih znak za naša vremena od Stephena Handa (na engleskom jeziku)
- Online Biography of Anna Katharina Emmerick (in German)[neaktivna poveznica] – Biografija A. K. Emerih na njemačkom - online
- Životopis Ane Katarine Emerich na hrvatskom  Arhivirana inačica izvorne stranice od 19. siječnja 2010. (Wayback Machine)
- New saints 1824 - Popis svetaca koji su umrli u 1824. (na engleskom)